# Байрачные леса в Ростовской области
Байрачные леса в Ростовской области — расположенные по балкам, в северной и северо-западной части области. Байрачные леса казаки называют «буераками», а украинцы — «байраками» (отсюда и название — байрачный лес).

## Описание
Байрачные леса преимущественно состоят из дуба, липы, клёна, ясеня, вяза, кустарников бересклета, бузины, крушины, бирючины, боярышника, тёрна, шиповника.
|                     |  |
| Листья вяза горного |  |

Благоприятные условия для произрастания леса в балках объясняются особенностями микроклимата балок и их водным балансом. Микроклимат балки отличается пониженным температурным режимом. Осенние заморозки в балках начинаются раньше, а весенние — заканчиваются позже. Температура воздуха летом ниже, чем на открытых пространствах.
За счёт большого накопления снега и его медленного таяния улучшается водный баланс.
|  | Однако в пределах даже одной балки водяной баланс может очень резко отличаться в зависимости от характера подстилающих пород, почвы, глубины и очертания склона, экспозиции склона и т. д. Более благоприятные лесорастительные условия в балках создаются на склонах обращённых к северу, северо-западу и северо-востоку, менее удовлетворительные — на склонах, обращённых к востоку и западу, и самые тяжелые — на склонах южной, юго-западной и юго-восточной экспозиций. В пределах каждой экспозиции лучшими лесорастительными условиями отличается нижняя треть склона (наиболее богатые намывные почвы и так далее).[Зозулин,1992, С.12] |

В состав флоры байрачных лесов входят 592 вида, из них лесных — 292, собственно лесных — 149 видов.
Основная лесообразующая порода — дуб. Более 90 % площади байрачных лесов принадлежит дубравам, а 10 % приходится на формации осинников и берестняков.
В байрачные лесах встречаются редкие лесные виды. Это деревья и кустарники: ильм горный (вяз шершавый), клён платановидный, ива козья, барбарис обыкновенный. Из трав — папоротник пузырник ломкий, хвощ лесной и хвощ зимующий, вербейник мутовчатый, копытень европейский.
В донских байрачных лесах наблюдаются производные варианты леса, в травянистом ярусе которых лесные виды замещены сорно-лесными. Это гравилат городской, чистотел большой, крапива двудомная, чесночница черешковая, подмаренник цепкий, белокудренник чёрный и другие.
По территории Ростовской области овражно-балочная сеть размещена неравномерно. На севере и северо-западе области — более густая и с большими глубинами балок. В южном и юго-восточном направлении густота сети и глубина балок падает.
На юге и юго-востоке Ростовской области байрачные леса отсутствуют. Здесь размещаются только заросли кустарников, с большей частью терновники по неглубоким и пологим балкам. Встречается чаще слива волосистая, или тёрн степной, реже — слива колючая или тёрн колючий.

## Памятники природы
Многие территории Ростовской области, занятые байрачными лесами отнесены к памятникам природы.
В Белокалитвинском районе к памятникам природы, занятыми байрачными лесами относятся:
- Урочище «Чёрная балка» с байрачным и пойменным лесом, сочетанием сообществ зональной и петрофильной степной растительности.
- Урочище «Филькино».

В Верхнедонском районе к памятникам природы относятся:
- Белогорское урочище c естественным байрачным лесом и краснокнижными растениями.
- Урочище «Донецкое», представляющее собой естественный байрачный лес. В урочище растут преимущественно дуб черешчатый, клён полевой, липы сердцевидные.
- Урочище «Карпов лес» со сложной дубравой как естественного, так и искусственного происхождения.

В Кашарском районе к памятникам природы относятся:
- Урочище «Песчано-Церковное» представляющее собой балочную систему с пологими склонами, с байрачным лесом. В лесу урочища проирзрастают: дуб черешчатый,

ясень зелёный, клён полевой, фрагментами степной растительности.
В Константиновском районе к памятникам природы относятся:
- Балка Дубовая с байрачным лесом, ковыльной степью.

В Миллеровском районе к памятникам природы относятся:
- Урочище «Лесково», представляющее собой сочетание пойменного и байрачного как естественного, так и искусственного происхождения.

В Мясниковском районе к памятникам природы с байрачным лесом относятся:
- Тузловские склоны представляют собой фрагменты байрачных лесов на склонах коренного берега реки Тузлов. Склоны реки с байрачным лесом имеют богатую флору. Здесь растут очень редкие лесные виды растений, так как ветреница лесная и др., 12 видов растений, занесённых в Красную книгу Ростовской области.

В Чертковском районе к памятникам природы относятся:
- Урочище «Веденеево» с сочетанием дубрав, байрачного леса и лесных опушек. Здесь встречается около 15 видов редких растений, занесённых в Красную книгу Ростовской области.

В Усть-Донецком районе к памятникам природы относятся:
- Раздорские склоны на высоком берегу реки Дон с островками байрачных лесов.